# Alexandra (film)
Alexandra er en dansk kortfilm fra 1979 instrueret af Brita Wielopolska efter eget manuskript.

## Medvirkende
- Karen Margrethe Bjerre
- Jannie Faurschou
- Joen Bille
- Birger Jensen
- Jeppe Sindal